# Christine Vollerthun
Christine Vollerthun (* 9. Juli 1980) ist eine ehemalige deutsche Fußballspielerin.

## Karriere
Die seit 1995 und zuletzt in der Landesliga Hessen beim SC Opel Rüsselsheim spielende, 177 cm große Vollerthun wurde zur Saison 1998/99 vom Bundesligisten SC 07 Bad Neuenahr verpflichtet und als Mittelfeldspielerin eingesetzt. In der Folgesaison, in der ihr Verein diese als Siebtplatzierter abschloss, bestritt sie 16 Punktspiele, in denen sie zwei Tore erzielte.
Zur Saison 2000/01 wurde sie vom Ligakonkurrenten 1. FFC Frankfurt verpflichtet, für den sie lediglich das Bundesligaspiel am 18. Februar 2001 (10. Spieltag) beim 2:0-Sieg im Auswärtsspiel gegen den FCR Duisburg 55 mit Einwechslung für Doris Fitschen ab der 69. Minute bestritt. Mit einer Einsatzzeit von 31 Minuten hatte sie Anteil an der am Saisonende erreichten Meisterschaft. Als Teil der Mannschaft gebührt ihr auch der am 26. Mai 2001 von ihrer Mannschaft mit 2:1 gegen den FFC Flaesheim-Hillen vor 30.000 Zuschauern im Olympiastadion Berlin errungene Pokalsieg. Aufgrund einer anhaltenden Knieverletzung beendete sie ihre Karriere im Leistungssport, spielte dennoch – nach Abschluss ihres Studiums – gelegentlich für ihre Jugendvereine in Wiesbaden und Rüsselsheim.

## Erfolge
- Deutscher Meister 2001
- DFB-Pokal-Sieger 2001

## Sonstiges
Als spätere Trainerin der Frauenmannschaft des SC Opel Rüsselsheim, führte sie diese am Saisonende 2006/07 erstmals in die Oberliga Hessen.